# 莫爾科卡河
莫爾科卡河是俄羅斯的河流，屬於馬爾哈河的右支流，由薩哈共和國負責管轄，河道全長841公里，流域面積約32,400平方公里，發源自維柳伊高原。